# Gare de Vierzon-Ville
Gare de Vierzon-Ville (wym. [gaɾə də vjɛɾzõvilə]) – stacja kolejowa w Vierzon, w Regionie Centralnym-Dolinie Loary, w departamencie Cher, we Francji.
Stacja została otwarta w 1847 wraz z linią przez Compagnie du Chemin de fer de Paris à Orléans.